# Chibi Marukochan Deluxe Quiz
Chibi Marukochan Deluxe Quiz (ちびまる子ちゃん まる子デラックスクイズ?) es un videojuego  desarrollado por Takara y editado por SNK en 1995 para Neo-Geo MVS y en 1996 para Neo-Geo AES (NGM / NGH 206).